# Rootshorga
Die Rootshorga (englisch Roots Heights) sind ein Gebirgszug im ostantarktischen Königin-Maud-Land. Sie trennen in der Sverdrupfjella das Reecedalen vom Skarsdalen.
Erste Luftaufnahmen entstanden bei der Deutschen Antarktischen Expedition (1938–1939). Norwegische Kartografen kartierten sie anhand geodätischer Vermessungen und mittels Luftaufnahmen der Norwegisch-Britisch-Schwedischen Antarktisexpedition (NBSAE, 1949–1952) und Luftaufnahmen der Dritten Norwegischen Antarktisexpedition (1956–1960). Namensgeber ist Ernest Frederick Roots (* 1923), kanadischer Chefgeologe der NBSAE.